# シェフィールド・ルール

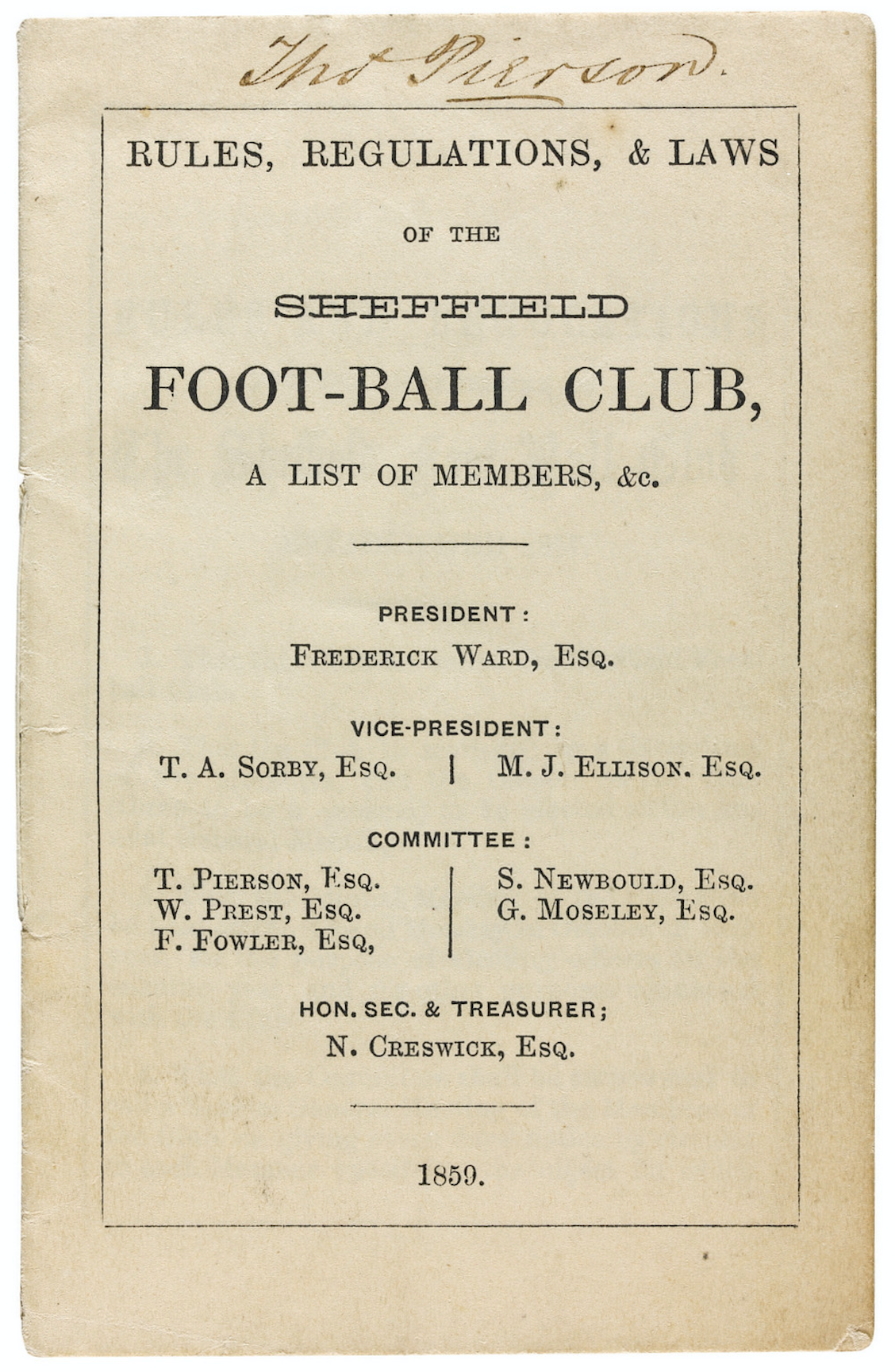
シェフィールドFCの規則（1859年）の初版の標題紙

シェフィールド・ルールズ（英: Sheffield Rules）は、イングランドの都市シェフィールドで1857年から1877年の間に考案されプレーされていたフットボールのコード（法典）である。この規則は初めにシェフィールド・フットボール・クラブによって作成、改訂され、1867年にシェフィールドフットボール協会が設立されると規則に対する責任は協会に受け渡された。シェフィールド・ルールはシェフィールドの街を越えて、イングランド北部やミッドランズのその他のクラブや協会に拡がっていき、1860年代および1870年代の間で最も人気のあるフットボールの一つとなった。
1863年、新たに結成されたロンドンを拠点とするフットボール・アソシエーション（フットボール協会、FA）が独自のフットボール競技規則を発表した。1863年から1877年までの間、FAの規則とシェフィールドの規則は共存し、折に触れて互いに影響し合った。シェフィールドとロンドンの間で、両方の規則を使った試合がいくつかプレーされた。いくつかの議論の後、FAが妥協したスローイン規則を採用したこと受けて、シェフィールドフットボール協会がFAの規則を採用することを投票で決めたことで、1877年に2つのコードは統一された。
シェフィールド・ルールは現代サッカーの発展に重要な影響を与えた。とりわけコーナーキックとファールに対するフリーキックを競技規則に導入した。また、フェアキャッチを廃止したことにより、シェフィールドのクラブの選手は初めてボールをヘディングするようになった。シェフィールド・ルールの下で行われた試合は、ヘディングの開発やゴールキーパーおよびフォワードのポジションの起源としても認められている。初のクラブ間のフットボールの試合および競技大会はどちらもシェフィールド・ルールの下で行われた。

## 背景
記録が残っているシェフィールドにおける最も古いフットボールの試合は、1794年にベンツ・グリーンで行われたシェフィールドとノートン（当時はダービーシャー村）との間のモブフットボールの試合である。試合は3日間続いた（当時の試合の長さとしては普通であった）。試合中、一部怪我人が出たものの死者は出なかったと記されている。クラークハウス・ロード・フェンシング・クラブ (The Clarkehouse Road Fencing Club) は1852年からフットボールをプレーしている。シェフィールドは数多くのスポーツクラブが作られており、クリケットの人気を受けてシェフィールド・クリケット・クラブのチェアマンはブラモール・レーンの建設を提案した。
1850年代までには、複数の種類のフットボールがイングランド中のパブリックスクールやクラブでプレーされていた。1848年にケンブリッジ大学がルールの統一を企ろうとしたものの（ケンブリッジ・ルール）、それぞれの学校は独自の競技規則に従ってフットボールを行っていた。モブフットボールは1860年代まで少数派のスポーツとして残っていた。
1855年の冬の間、シェフィールド・クリケット・クラブの選手達は、新シーズンの開幕まで健康を保つ目的で非公式なフットボールの試合を企画した。その内の2人は、ヨークシャー生まれのナタニエル・クレスウィック（1826年 - 1917年）とウィリアム・プレスト（1832年 - 1885年）である。クレスウィックは、数世紀の歴史がある銀食器職人の家の出であった。シェフィールドのCollegiate Schoolで教育を受けた後、クレスウィックは事務弁護士となった。プレストは幼少の頃、家族と共にヨークから転居してきた。プレストの父は酒屋を買い、ウィリアムが後に引き継いだ。彼らは熱心なスポーツマンだった。クレスウィックはクリケットやランニングを含む数多くのスポーツを嗜んだ。プレストはクリケットのイングランド代表としてプレーした他、幾度かヨークシャー代表のキャプテンを務めた。1857年10月24日、シェフィールド・ハイフィールド郊外のパークフィールドハススにおいてシェフィールド・フットボール・クラブの創立総会が開かれた。最初の本部はイーストバンクロードのグリーンハウスに置かれた。隣接する土地が彼らの初めての競技場として使われた。

## 競技規則の歴史

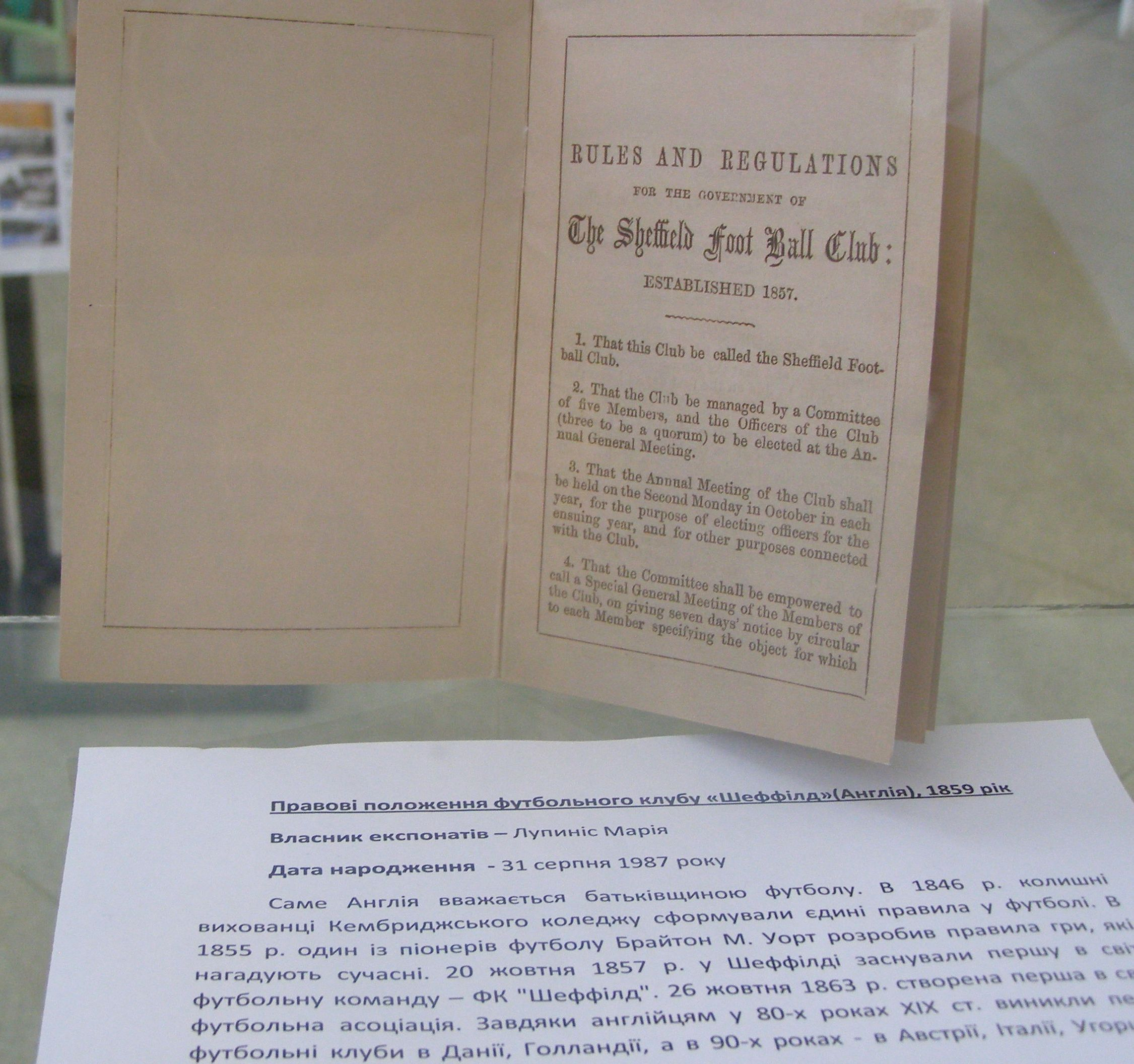
1859年に出版された規則の初版

### シェフィールドフットボールクラブの競技規則（1858年）
最初の規則は1858年10月21日にアデルフィ・ホテルで開催されたクラブの総会で承認された。クラブの議事録は現存し、規則の変化も記録されている。この規則の特筆すべき特徴には以下の事柄が含まれる。
- ボールを手を使って「プッシング」（押す）あるいは「ヒッティング」（叩く）、そしてフェアキャッチ（別の選手からのボールが地面に触れる前にキャッチすることと定義される）を例外として、「ハンドリング」（ボールを手で扱うこと）は禁止された。
- 「ハッキング」（キッキング: 相手の脛を蹴ること）、トリッピング（相手の脚を引っ掛けること）、そしてホールディング（掴むこと）は全て禁止されたが、プッシングとチャージングは許された。
- フェアキャッチに対してフリーキックが与えられたが、こういったフリーキックから得点することはできなかった。
- ゴールはキックによってのみ決められた（1858年の規則はゴールの寸法や種類についてさらに詳しくは規定していない）。
- スローインは、ボールがアウト・オブ・プレーになった後に最初にボールに触れたチームに対して与えられた。ボールはタッチラインに対して直角に投げなければならなかった。
- ボールがゴールラインを越えてアウト・オブ・プレーになった時は、25ヤードから「キックアウト」となった。
- オフサイドの規則は存在しなかった。
- この時代の多くの規則と同様に、シェフィールド・ルールズは各チームの人数については指示しなかった[16] 。

1858年のシェフィールド・ルールズの起源は一部の学術的論争の的となってきた。Harveyはパブリックスクールの影響を否定し、この規則が「より広い社会において一般的に人気のある着想」に由来したと主張した。それに応えて、Collinsは、シェフィールド・ルールズの多くとより古いラグビースクール・ルールズの間で言葉遣いにかなりの類似性が存在することを明示してきた。地元の実力者も役割を果たしたかもしれない: シェフィールドFCの創立メンバーの多くは地元のCollegiateスクールの出身であり、ボールを手で扱う（ハンドリング）よりも蹴る（キッキング）スタイルのゲームを好んだ。キッキングゲームは地元の村ペニストーンとサールストーンにおいても流行していた。
クラブの規則は、フィールド上のいかなる論争もそこにいる委員会メンバーによって解決されることを決定している。これは現在審判員によって占められる地位に関する最初の言及である。
1859年10月のクラブの次の年次総会において、競技規則の改訂と出版の準備のために委員会が任命された。競技規則はその後にその年のうちに軽微な改訂のみを行い出版された。

### 1860年の改正
1860年1月31日、会合が開かれ、第8条を抹消して「ボールをホールディングすること（フリーキックの場合を除く）、手で打つこと、押し付けることは完全に禁止される」に置き換えるべきであると決議された。これにより規則によって許される唯一の手でボールを扱う行動としてフェアキャッチのみが残された。

### 1861年の改正
1861年10月に開かれたシェフィールドFCの年次総会において、以下の規則改正が行われた。
- キックアウト（およそゴールキックに相当する）はゴールの10ヤード以内から行わなければならない（以前は25ヤード）。キックアウトはボールがゴールに入らずにゴールポストのラインの後側に行ったときはいつでも行われるべきであることが明確にされた。
- ゴールポストを含むライン上に2つの旗が置かれ、それぞれの旗はポストの一方の横から4ヤード離す。
- スローインは選手に接触する前に地面に触れなければならない。スローインはボールがタッチに出た場所から行わなければならないことが明確にされた。

プッシングを禁止し、「ルージュ」を導入する提案は拒否された。

### シェフィールドFCの規則（1862年）
1862年1月31日、シェフィールドFCは会合を開き、新たな一連の規則について検討した。これらの規則は1週間後に承認され、同年のうちにシェフィールドFCの2番目の正式な競技規則として出版された。1862年の規則における主な変更点 は、
- ハーフタイム時のエンドの変更が導入されたが、これは前半にゴールが生まれなかった場合に限った。
- ゴールの寸法が規定され、2つの「ゴールスティック」は12フィート（4ヤード）の間隔、クロスバーの高さは地面から9フィートとされた。
- 「ルージュ」がタイブレイカーとして導入された。

#### ルージュ
1862年のシェフィールドFCの会合に関する同時期の新聞記事は、「最も重要な変更点は "ルージュ" の採用である。これは試合が引き分けに終わるのを防ぐ効果がある。」と伝えた。
ルージュはイートン・フィールド・ゲームに由来する。イートン・フィールド・ゲームでは、今日のラグビーにおける「トライ」といくぶん似通った方法で、選手が相手のゴールラインの後方にあるボールに触れるとルージュが与えられる  。
シェフィールドFCは1860年12月17日に、第58歩兵連隊と対戦した時にルージュに出会った。この試合は、シェフィールドFCが1ゴール、10ルージュ、相手が1ゴール、5ルージュを記録し、シェフィールドが勝利した。しかしながら、1860年と1861年に行われたシェフィールドFCの試合の記事はルージュに言及していない。上述したように、1861年10月のクラブの年次総会において、シェフィールドFCは自身のコードにルージュを加える提案を明確に拒否した。
ルージュを規定したシェフィールドの規則はイートン・フィールド・ゲームの同等のルールと膨大な量の類似性を示していたものの、顕著な違いも存在した。シェフィールドはそれぞれのゴールポストから4ヤードの距離にあるゴールライン上の「ルージュフラッグ」を使用した。ルージュは蹴られたボールが（ゴールに入らず）2つのルージュフラッグの間を通過した後にボールを接地（タッチダウン）することによって得ることができた（イートンはルージュフラッグを使用せず、ゴールからどれだけ離れた位置でもルージュを得ることが許された）。シェフィールドはまた、ボールをゴールラインの後方へ蹴った攻撃側の選手がタックルされていなければならない、という必要条件を取り除いた。
シェフィールドの1862年の規則では、イートンと同様に、ルージュの後はゴールの前方からのセットピースによってすぐに再開された（「守備側の選手の1名はゴールスティックの前方2ヤードにポストを立て〈stand post〉なければならない」）。イートンのゲームでは、この状況はラグビーのスクラメージといくぶん似ていることが詳細な記述から分かる。
「ビハインド behind」はオーストラリアンフットボールにおける似た概念である。
新たな規則はほぼすぐに採択された。シェフィールドは1862年2月22日に「1ゴール、1ルージュ対0」でNortonを破ったことが記録されている。

### 1862年から1867年までの進歩
1862年の規則には、1858年のものと同様に、オフサイドに関する規定がなかった。1867年2月の「The Field」への書簡において、シェフィールドFCの秘書官ハリー・チェインバーズは、少なくとも1人の対戦相手が相手ゴールから見て同じ位置あるいはゴールのより近くにいることを必要とするルール（1人制オフサイド）を1863年シーズンの開始時にシェフィールドFCが採用した、と書いた。この主張は、秘書官ウィリアム・チェスターマンからFAへの1863年の書簡でも支持される。
シェフィールドFCの1865年の年次総会において、「将来に向けて我々は（厳格な）オフサイドルールをプレーするが、もし他のシェフィールドクラブが同じルールを採用しないならば、我々の現行のルールに従って彼らとの試合をプレーする」ことが決議された。別の決議は、「もし彼ら（Notts）がフリーキックの場合にマークを行うことを放棄すること、さらにゴールへのフリーキックも放棄するならば、我々はオフサイドルールを採用することを述べた書簡をNottsの秘書官へ書かなければならない」と言明している。
このオフサイド規則は1865-66シーズンの終わりに中止され、シェフィールドFCはより制限のゆるい1人制オフサイドルールに戻った。1867年1月の新聞記事は、「（より厳格なFA式の）オフサイドルールはシェフィールドでプレーされてきたが、一様に非難された。これはたくさんの不満の原因であること、最も不満足な事態を生み出していること、実力伯仲の勝負の興奮の中で、どの選手がオフサイドでどの選手がオフサイドだったかを区別するのは困難であることが明らかとなった。... したがって、それ（オフサイド）は捨て去られ、現在は、以前のように、フィールド上の全ての選手の位置に関する唯一の制限は、その選手が対戦相手のゴールに最も近い守備側の選手よりもゴールの近くにいてはならない、というものである」と伝えた。
現存するクラブの記録は、ルールは個別の試合で変更されえたことを示している（例えば、1863年5月9日の対Garrison戦では「ボールを打つことと投げることが許され」、1865年10月28日の対Mackenzie戦では「オフサイドルールをプレーし」、1865年11月11日の対Norton戦では「昔のルールによりEast Bankでプレーした」）。
この時期にプレーされた正確な規則の情報源は乏しい。上述したように、その数年の間のオフサイド規則に関する最良の情報源は数年経った後の「The Filed」紙に書かれた書簡である。1866年2月にクラブの秘書官ウィリアム・チェスターマンからフットボール協会に送られた書簡は、フェアキャッチを廃止するFAの提案を強く支持した。これは、すでのクラブ内でシェフィールドコードからフェアキャッチを取り除くある程度の欲求が既に存在したことを示唆している（フェアキャッチは1862年の規則に残っていたが、その後に1867年のシェフィールド協会規則において廃止された）。1865-66シーズンのための新たに設立された（シェフィールド・）メカニクスFC規則集の写しはシェフィールドFCの1862年規則とほとんど同一であるが、2つの変化があり、これらはシェフィールドFCにおける進歩に関係あるかもしれないないかもしれない。
- フリーキックは不正なハンドリングに対して与えられる（1858年のシェフィールドFC規則の草稿と未来の1867年のシェフィールド協会規則と同様）
- ボールが「ゴールサイドに」蹴り出された時は、コーナーフラッグからスローインが行われる（1867年10月に導入された同様のシェフィールド協会ルールの前兆となる）。

### シェフィールドフットボール協会の規則（1867年）
1867年3月、新たに設立されたシェフィールドフットボール協会はその初の競技規則を公表した。その前月に改正されていた（ロンドンの）フットボール協会の規則の原文が出発点として使われ、シェフィールドのクラブが彼らのゲームの際立った特徴を反映するために変更を加えた。
1867年の規則の（1862年のシェフィールドFC規則と比べて）重要な新要素としては以下のものがある。
- ハンドリングが完全に禁止され、罰として間接フリーキックが与えられた（間接フリーキックからはゴールもルージュもいずれも得ることはできない）。
- ルージュにもはやタッチダウンが必要なくなった。蹴られたボールがルージュフラッグの間、バーの下を通過した時はいつでもルージュが得られた。ルージュの後は、以前の「stand post」の手順ではなく、守備側のキックアウトが行われる。
- プッシングは禁止された。
- ボールを蹴って外に出した場合、（最初にボールにタッチしたチームではなく）相手チームのスローインとなった。
- 弱いオフサイド規則（1人の対戦相手が相手ゴールから見て同じ位置あるいはゴールのより近くにいることを必要とする）が追加された。
- ボールをゴールラインの後側に出した後の「キックアウト」はゴールの6ヤード以内から（以前は10ヤード以内）。
- ゴールが決まるごとにエンドが交換された。

#### 1867年10月の改正
1867年10月、蹴られたボールがクロスバーの上を直接越えた後にのみ「キックアウト」とする規則改正が行われた。ボールがゴールラインを越えて外に出たその他全ての場合は、試合は、ボールがゴールラインを横断した位置から相手ゴールに向かって10ヤードの地点からのスローによって再開され、ボールを出したチームの相手チームに与えられた。

### シェフィールドフットボール協会規則（1868年）
1868年10月の会合で、シェフィールド協会は規則の抜本的な改革を行い、ゲームのほぼ全ての面が大きく変更された。
- ルージュは廃止され、ルージュフラッグは取り除かれた。
- ゴールの幅は倍の8ヤードとなった（したがってシェフィールドのゴールはFAのゴールと同じ幅になったが、高さはシェフィールドのゴールの方がまだ高く、FAの8フィートに対して9フィートだった）。
- タッチからのスローインがキックインに置き換えられた。キックインはどの方向にも行うことができた。
- コーナーキックが導入された。ボールがゴールの横のゴールライン越えて外に出た時はいつでもゴールキックが適用され、ボールを蹴り出したチームの相手側に与えられた。（ボールが直接バーを越えて外に出た時は、どちらがチームが蹴り出したかにかかわらずまだ、ゴールの6ヤード以内からの守備チームへのキックであった。）
- 以前はハンドリングに対してのみ与えられていたフリーキックが、トリッピング、ハッキング、プッシングへと拡張された。
- 1876年に廃止されたフェアキャッチが再導入された。フェアキャッチにはフリーキックが与えられた。フェアキャッチ以外は全てのハンドリングは禁止のままであった。
- 初めて、試合の審判について規則で言及された。各チームは「アンパイア」を指名する資格があり、アンパイアは自身のチームによって守備される側のフィールド半分を担当した。

### シェフィールドフットボール協会の規則（1869年）
1869年10月のシェフィールド協会の会合でさらなる変更が行われた。
- フェアキャッチに加えて、成功しなかったキャッチの場合にボールのハンドリングが許可された。
- 自分のゴールの3ヤード以内でのハンドリングが許された。
- フリーキックの際に対戦相手が後退しなければならない距離が3ヤードから6ヤードに増えた。
- フェアキャッチは、まだ許されていたが、もはやフリーキックが与えられなくなった。

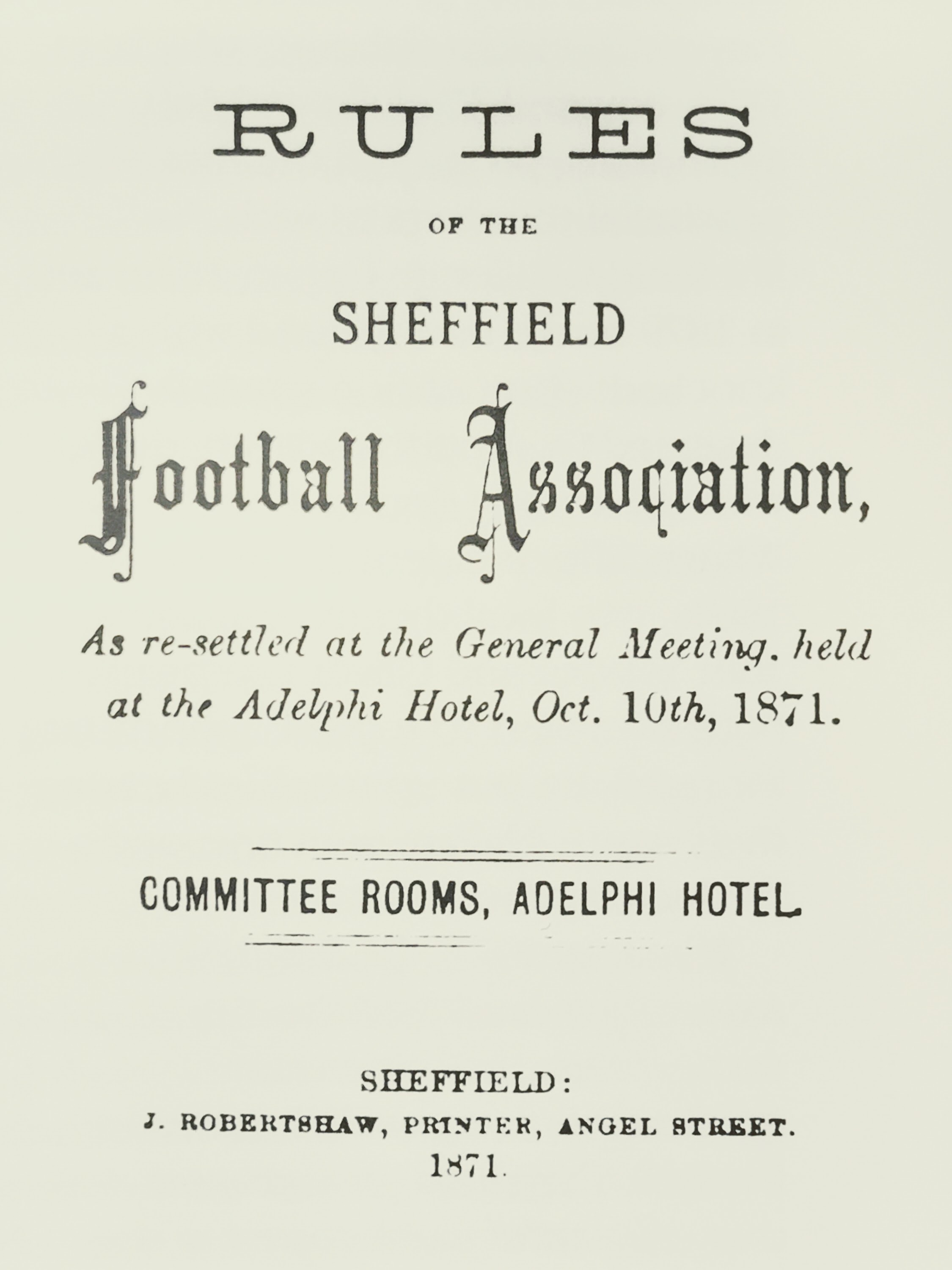
1871年の規則の表紙

1871年1月に開かれた「延期されていた年次会合」において、協会はボールのキャッチングあるいはハンドリング（自陣のゴールの3ヤード以内の守備側選手を除く）を禁止することを投票で決めた。この変更は当初、「将来の廃止を視野に入れた」シーズン終了までの期限付きであった。問題に関する「活発な議論」の間、フェアキャッチの擁護者たちは「頻繁に繰り返される規則の変更に反対した ... 『キャッチング』は前の機会（1867年から1868年）に廃止されていた」。
同年の10月に開かれた年次総会において、シェフィールド協会は「サウス・ダービーシャーフットボール協会」の代表者から、彼らの加盟クラブが、FAの規則とシェフィールドの規則の両方を辿り、「シェフィールドを支持する決定までもう少しの所だった」ことを聞いた。ダービーシャーグループは「団体はキャッチングを廃止することを決断するだろうということで、シェフィールド協会に加わることが決定された」。この後、ハンドリングの完全な禁止が提案された。反対者らは「シェフィールドと近隣の土地は、丘陵に富んだ性質が理由で、キャッチングのないルールは適さない」と反対意見を述べたが、彼らの意見は否決され、以下のルール変更が成された。
- フェアキャッチは再度廃止された。
- ハンドリングは、手または腕が「体から伸ばされていない」時に限り許された。
- 後方からのチャージングは禁止され、罰として関節フリーキックが与えられた。

これらの変更によってシェフィールドの規則はFAの規則と非常に近いものとなり、オフサイドが残る最大の違いであった。FAの「ばかげた」オフサイド規則（相手ゴールのより近くに3人の相手選手がいる必要がある）への批判と、自分達の規則以外でプレーすることを拒否する傲慢さによって会合は続いた。

### シェフィールドフットボール協会の規則（1875年）
1875年2月のシェフィールド協会の会合で以下の変更が成された。
- クロスバーの高さは9フィートから8フィートに下げられた。したがって、シェフィールドのゴールの寸法はFAのゴールの寸法と同一となった。
- エンド変更に関するFAの規則が採用された。エンドはハーフタイム時に常に変更された。毎ゴール後のエンド変更はなくなった。
- ゴールキーパー（FAの規則のように指定された個人ではなく、ゴールに最も近い守備選手）はボールの手での扱いが許された。
- アンパイアには旗が供与された。

シェフィールド協会とFAとの間の論争は、スローイン/キックインとオフサイドの問題に関して残っていた。FAはシェフィールドのより緩いオフサイドルールを自分達の1872年、1873年、1874年の会合において繰り返し却下した  。そのうえ、FAはスローインの代わりとしてキックインを導入するシェフィールド協会による提案をまさに同じ月に却下していた。
シェフィールド協会の会合において、FAのより厳格なオフサイド規則を採用する提案は却下された。同時期の報告書は「ロンドン人（すなわちFA）が（スローインのルールに関して）より融和的な精神を示していたならば、オフサイド規則が受け入れられていただろうことを疑わない」と述べている。

### シェフィールドフットボール協会の規則（1876年）
FAの3人制オフサイド規則を導入する別の提案は「大差で拒否された」。反対派はシェフィールドのチームによってプレーが行われるグラウンドの荒れた性質を引き合いに出し、「それ（FAのオフサイドルール）が認める強力な守備は多くの場合得点のどんな見込みも阻止するだろう」と主張した。（1週間前に開かれた）FAの年次会合でのシェフィールドのキックイン規則の拒否が、シェフィールドの会合の感情に影響していたと言われた。
1つの規則変更のみが成され、ボールのハンドリングに関するFAの規則が採用された。

### FAの規則の採用（1877年）
シェフィールド協会とFAとの論争は1877年に山場を迎えた。2月のFAの例会において、シェフィールド協会は再びキックインルールを提案したのに対して、クライズデールFCは、スローインは保つがどの方向に投げることも許すという妥協案を提案した。シェフィールド協会はクライズデールFCの妥協案を支持して、自らの提案を取り下げることに同意した。しかしながら、この妥協案さえも「1つの共通コードを望むものらの非常に強い遺憾のため 」却下された。この拒絶がThe Sporstman紙への匿名の投書の掲載を引き起こした。投書では「軽率で無分別な決定 ... フットボール協会の評判を落とさせるものだ」と非難し、FAが「（フットボール）協会の選手全体を -- ロンドンの選手だったとしても」代表することを否定するものだった。それに続くFAの臨時総会が4月17日に開かれ、そこでクライズデールの修正案が再考され、可決された。このFA規則変更の結果として、シェフィールド協会は1週間後に会合を開き、独自ルールの放棄とFA規則の受け入れを合意した。
1876年のシェフィールドの規則から1877年のFAの規則への移行による主な変更点は以下である。
- FAのより厳しい3人制オフサイド規則の採用
- タッチからのキックインのスローインへの置き換え（どの方向に投げてもよいルールは維持された）
- 攻撃側の選手が蹴ったボールが、ゴールを直接ではなく、ゴールラインを超えて外に出た時に（守備側のコーナーキックではなく）ゴールキックが与えらえるようになった。
- 守備側の選手が蹴ったボールがゴールを直接超えて外に出た時に（ゴールキックではなく）攻撃側のコーンウォールが与えられるようになった。

### その後の発展
1877年にFAの規則を採用したにもかかわらず、シェフィールド協会は独立に規則への変更案を考え続けた。1879年2月の会合で、
Norfolkクラブを代表したT. Banks氏によって、第8条に「もしゴールキーパー以外の守備側がゴールの3ヤード以内で手を使ってゴールに入ろうとしているボールを止めたならば、対戦相手のゴール数に数えるものとする」ルールを追加することが提案された。
「長く騒々しい議論」の後、この変更案は却下された。
シェフィールドフットボール協会の継続した重要性は、協会の出納係のウィリアム・パース・ディクスが1882年
12月の国際フットボール会議においてイングランドを代表する2つの代議員の1人として選ばれたことにも反映された。この会合によってブリテンとアイルランドにわたるアソシエーションフットボールの1つの統一規則集がもたらされた。これは、1886年以降に競技規則に関する最終権限を持つこととなる国際サッカー評議会の形を前もって示すものだった。

### 主な規則変更点の要約
| 日付                | ゴールの大きさ             | タイブレイカー                     | 許されるハンドリング                                                     | オフサイド規則                                                              | 間接フリーキックが与えらえる条件           | スローイン / キックイン                                                                                                | ゴールキック / 「キックアウト」                                        | コーナーキック（守備側）                                                                                   | コーナーキック（攻撃側）                                                                                   |
| ------------------- | -------------------------- | ---------------------------------- | ------------------------------------------------------------------------ | --------------------------------------------------------------------------- | ------------------------------------------ | --- | ---------------------------------------------------------------------- | --- | --- |
| 1858年              | 規定なし                   | なし                               | フェアキャッチ プッシング ヒッティング                                   | なし                                                                        | フェアキャッチ                             | スローインはボールが外に出た後に最初に触ったチームに与えられる。タッチラインから直角に投げ入れなければならない。       | ゴールが得られなかった時                                               | なし | なし |
| 1860年              | 規定なし                   | なし                               | フェアキャッチ                                                           | なし                                                                        | フェアキャッチ                             | スローインはボールが外に出た後に最初に触ったチームに与えられる。タッチラインから直角に投げ入れなければならない。       | ゴールが得られなかった時                                               | なし | なし |
| 1862年              | 幅12フィート 9 ft high     | ルージュ（タッチダウンが必要）     | フェアキャッチ                                                           | なし                                                                        | フェアキャッチ                             | スローインはボールが外に出た後に最初に触ったチームに与えられる。タッチラインから直角に投げ入れなければならない。       | ゴールあるいはルージュが得られなかった時                               | なし | なし |
| 1863年              | 幅12フィート 9 ft high     | ルージュ（タッチダウンが必要）     | フェアキャッチ                                                           | ゴールラインから同じ距離あるいはより近くに1人の対戦相手がいなければならない | フェアキャッチ                             | スローインはボールが外に出た後に最初に触ったチームに与えられる。タッチラインから直角に投げ入れなければならない。       | ゴールあるいはルージュが得られなかった時                               | なし | なし |
| 1865年              | 幅12フィート 9 ft high     | ルージュ（タッチダウンが必要）     | フェアキャッチ                                                           | ボールの前方にいる全ての選手はオフサイド                                    | フェアキャッチ                             | スローインはボールが外に出た後に最初に触ったチームに与えられる。タッチラインから直角に投げ入れなければならない。       | ゴールあるいはルージュが得られなかった時                               | なし | なし |
| 1866年              | 幅12フィート 9 ft high     | ルージュ（タッチダウンが必要）     | フェアキャッチ                                                           | ゴールラインから同じ距離あるいはより近くに1人の対戦相手がいなければならない | フェアキャッチ                             | スローインはボールが外に出た後に最初に触ったチームに与えられる。タッチラインから直角に投げ入れなければならない。       | ゴールあるいはルージュが得られなかった時                               | なし | なし |
| 1867年（3月）       | 幅12フィート 9 ft high     | ルージュ（タッチダウンは必要ない） | なし                                                                     | ゴールラインから同じ距離あるいはより近くに1人の対戦相手がいなければならない | ハンドボール                               | ボールをタッチに蹴り出したチームの相手側にスローインが与えらえる。タッチラインから直角に投げ入れられなければならない。 | ゴールが得られなかった時                                               | なし | なし |
| 1867年（10月）      | 幅12フィート 9 ft high     | ルージュ（タッチダウンは必要ない） | なし                                                                     | ゴールラインから同じ距離あるいはより近くに1人の対戦相手がいなければならない | ハンドボール                               | ボールをタッチに蹴り出したチームの相手側にスローインが与えらえる。タッチラインから直角に投げ入れられなければならない。 | ゴールが得られず、ボールがクロスバーを直接越えた時                     | なし | なし |
| 1868年              | 幅24フィート 高さ9フィート | なし                               | フェアキャッチ                                                           | ゴールラインから同じ距離あるいはより近くに1人の対戦相手がいなければならない | フェアキャッチ ハンドボール ファウルプレー | ボールをタッチに蹴り出したチームの相手側にキックインが与えらえる。どの方向に蹴ってもよい。                             | ゴールが得られず、ボールがクロスバーを直接越えた時                     | ゴールが得られず、ボールは攻撃チームの選手によって最後に触れられ、ボールがクロスバーを直接越えなかった時。 | ゴールが得られず、ボールは守備チームの選手によって最後に触れられ、ボールがクロスバーを直接越えなかった時。 |
| 1869年              | 幅24フィート 高さ9フィート | なし                               | フェアキャッチ アテンプティッド・フェアキャッチ ゴールの3ヤード以内      | ゴールラインから同じ距離あるいはより近くに1人の対戦相手がいなければならない | ハンドボール ファウルプレー                | | ゴールが得られず、ボールがクロスバーを直接越えた時                     | ゴールが得られず、ボールは攻撃チームの選手によって最後に触れられ、ボールがクロスバーを直接越えなかった時。 | ゴールが得られず、ボールは守備チームの選手によって最後に触れられ、ボールがクロスバーを直接越えなかった時。 |
| 1871年              | 幅24フィート 高さ9フィート | なし                               | ゴールの3ヤード以内 体から伸びていない手                                 | ゴールラインから同じ距離あるいはより近くに1人の対戦相手がいなければならない | ハンドボール ファウルプレー                | | ゴールが得られず、ボールがクロスバーを直接越えた時                     | ゴールが得られず、ボールは攻撃チームの選手によって最後に触れられ、ボールがクロスバーを直接越えなかった時。 | ゴールが得られず、ボールは守備チームの選手によって最後に触れられ、ボールがクロスバーを直接越えなかった時。 |
| 1875年              | 幅24フィート 高さ8フィート | なし                               | ゴールの3ヤード以内 体から伸びていない手 ゴールに最も近い守備選手        | ゴールラインから同じ距離あるいはより近くに1人の対戦相手がいなければならない | ハンドボール ファウルプレー                | | ゴールが得られず、ボールがクロスバーを直接越えた時                     | ゴールが得られず、ボールは攻撃チームの選手によって最後に触れられ、ボールがクロスバーを直接越えなかった時。 | ゴールが得られず、ボールは守備チームの選手によって最後に触れられ、ボールがクロスバーを直接越えなかった時。 |
| 1876年              | 幅24フィート 高さ8フィート | なし                               | ゴールキーパー、ゴールを守るため、キャリーされていないボールが与えられた | ゴールラインから同じ距離あるいはより近くに1人の対戦相手がいなければならない | ファウルプレー                             | | ゴールが得られず、ボールがクロスバーを直接越えた時                     | ゴールが得られず、ボールは攻撃チームの選手によって最後に触れられ、ボールがクロスバーを直接越えなかった時。 | ゴールが得られず、ボールは守備チームの選手によって最後に触れられ、ボールがクロスバーを直接越えなかった時。 |
| 1877年 （FAの規則） | 幅24フィート 高さ8フィート | なし                               | ゴールキーパー、ゴールを守るため、キャリーされていないボールが与えられた | ゴールラインのより近くに3人の対戦相手がいなければならない                   | ハンドボール オフサイド ファウルプレー     | ボールをタッチに蹴り出したチームの相手側にスローインが与えらえる。どの方向に投げ入れてもよい。                         | ゴールが得られず、ボールは攻撃チームの選手によって最後に触れられた時。 | なし | ゴールが得られず、ボールは守備チームの選手によって最後に触れられた時。                                     |

## 初期
当初、シェフィールド・ルールはシェフィールドFCの選手の間だけでプレーされていた。当初は名字のアルファベット順の前半と後半でチーム分けをしていた。しかし、アルファベットの前半に能力の高い選手が全て集っていることが分かった。様々なチーム分けが試され、職業人チーム対商人・職人チームが人気の組み合わせの一つとなった。1858年12月、クラブは地元の陸軍第58連隊のチームと初の対外試合を行った。1859年、クラブは初の印刷されたルールブックを作った。これにもかかわらず、このルールは完全には固定されず、シーズンを通して変更が加えられた。
1860年に2つの大きな出来事が起こった。1月31日、会合が開催され、第8条を削除し、「（フリーキックの場合を除いて）ボールを手で持つこと、あるいは打ったり押したりすることは全て許されない」という規則の置き換えることが決定された。ピッチ上では、シェフィールドFCと新たに設立されたハラムFCとの間の世界初のクラブ間の試合が1860年12月26日に開催された。この試合はサンディゲート・ロードのハラムのグラウンドで行われた。この試合について「シェフィールドの選手は彼らのいつもの緋色と白色に着替えた」と報じられており、これはクラブカラーが既に使われていたことを示唆している。相手より少ない人数でプレーしたにもかかわらず、シェフィールドFCが2対0でハラムに勝利した。
1861年、コードに「ルージュ」が導入された。ルージュの考えはイートンから借用されたものであり、4ヤード幅のゴール（以前は8ヤード）も含んでいる。また、ゴールの両側4ヤードにルージュフラッグが立てられた。もしキックされたボールがルージュフラッグの間を通り、その後にタッチダウンされると、チームはルージュの点を得る。試合終了後に両チームの得点が同じだった場合、勝者を決定するためにルージュが使われた。このルールはオーストラリアン・フットボールに残っている。
クラブが1862年に2冊目のルールブックを発行した時、規則の数は17に増えていた。当時の試合はまだ暴力的なものであった。12月19日にシェフィールドとハラムの間で行われた試合は「ブラモール・レーンの戦い」と呼ばれるようになった。事件はNathaniel CreswickがShawとWaterfallに抑えられた時に起こった。以後の出来事に関する証言には違いがある。最初の報告書はCreswickが偶然Waterfallに殴られたと記している。これはハラム選手からの書簡で異議が唱えられている。書簡ではこれがNathaniel Creswickによる殴打への往復であったと主張されている。原因が何にせよ、結果は普通の乱闘であり、多くの観衆もこれに加わった。その後、Waterfallは罰としてギールの守備に送られた。

## シェフィールドとロンドンの関係
フットボール・アソシエーション（FA）は、1863年10月26日に、ロンドン・グレート・クイーン・ストリートにあるフリーメイソンズ・タバーンでの会合で結成された。シェフィールドFCはオブザーバーとして4名の代表を送った。シェフィールドFCは一ヶ月後にWilliam Chestermanが送った書簡によってFAに加入した。この文書に、Chestermanはシェフィールド・ルールズの写しを同封し、ハッキングとボールを持って走る行為（ランニング）を「フットボールに直接反する」と表現し、これらに反対するクラブの立場を表明した。この書簡は1863年12月1日のFAの会合で読み上げられた。ハッキングとボールを持ったランニングを許容する規則は同会合で覆された。FAによる新たなコードはアソシエーション・フットボールと呼ばれるようになった。
オフサイドルールは1863年にシェフィールド・ルールに導入された。シェフィールド・ルールにおけるオンサイドの条件は、選手と相手側のゴールとの間に相手選手が1名だけいればよいというものであった。選手が常にボールの後方に位置する必要があったFA版のオフサイドルールが1865-66シーズン中に導入されたが、このルールは得点機会を奪ってしまうため好まれなかった。結局、1877年にFAの規則が採用されるまで、1867年からは1人制オフサイドルールが使われた。
FAは規則を作成した後の大部分は休眠状態にあったが、1866年にシェフィールドFCがFAのクラブとの試合を提案した。この提案は誤解を受け、結局1866年3月31日にFAの規則の下でFA連合チームと対戦することに落ち着いた。この試合は90分の試合時間が採用された初めての試合であり、シェフィールドFCは好ましい試合時間としてこれを採用した。この規則は1877年のFAのルールブックに載ることになる。2試合目は11月あるいは同年中にFAからの書簡で提案されたが、行われることはなった。どちらのルールを使用すべきかで論争となったのが理由であった。
FAはシェフィールドが使っていた高さ8フィートのクロスバーを導入し、同年シェフィールドは高さを9フィートに上げることを決定した。また、フェアキャッチもシェフィールドのルールから削除された。これにより、純粋なキッキングゲームへの移行が完了した。
1867年まで、シェフィールド・ルールはイングランドにおいて支配的なコードであった。FAは今日彼らが享受している全国的な支配にはまだ達していなかった。FAの会員はわずか10クラブまで縮小し、FAの会合では3クラブ（N・Nクラブ、バーンズ、クリスタル・パレスFC）のみがFAコードでプレーしていることが報告された。同会合において、シェフィールド・クラブの主事が3つのルール変更を提案した。ルージュと1人制オフサイドの採用、ボールを手で扱ったことに対するフリーキックの導入である。いずれの動議も可決されなかった。同年の終わり頃、シェフィールドはハンドリングとタッチダウンを廃止した。これが彼らを手を使わないゲームへとより近付けたと述べられている。

## 大会の誕生
1867年、世界初のフットボールトーナメントであるユーディン・カップがシェフィールド・ルールの下で開催された。トーナメントには地元の12チームが参加し、2月と3月に行われた。トーナメント委員会は反則に対してフリーキックを与えるためにフィールド外審判を使うことを決定した。決勝は3月5日に行われ、ブラモール・レーンで開催されたわずか2試合目のフットボールの試合であった。観衆は当時世界記録の3千人で、試合はハラムFCが最後の5分間に2つのルージュを記録し、ルージュの合計2対1でカップを手にした。シェフィールドフットボール協会はこのトーナメントの後に設立された。トーナメントに参加した12チームがシェフィールドFCと共に創立メンバーとなった。この協会は変更することなくシェフィールド・ルールを採用した。
1年後にクロムウェル・カップが開催された。この時は、設立2年以内のチームのみに参加資格が与えられた。参加した4チームの内、ザ・ウェンズデイが勝利を得た。決勝は90分が終わってもゴールのない引分であり、ゴールが決まるまで両チームはプレーした。これは延長戦を含む試合の初めての例であった。これ以後、1876年にシェフィールド・フットボール協会チャレンジカップが開始されるまで9年間大会が開催されなかった。
1868年にルージュが廃止され、代わりにゴールキックとコーナーキックが導入された。シェフィールドフットボール協会は1871年にボールの手での扱いをゴールの3ヤード以内に制限した。しかし、FAはピッチ上のどこででもボールを手で扱うことの許さえた指定されたゴールキーパーのポジションを導入した。シェフィールド・ルールでの試合がFAと比較して退屈に見えないように、シェフィールドフットボール協会はハーフウェイラインの制限を拡張した。
1870年、シェフィールドフットボール協会の16チームがFAへの加盟を許可されたが、これらのチームはFAクラブに対してシェフィールド・ルールでのプレーを続けることを許された。一年後、シェフィールドフットボール協会自身がFAに加盟し、2協会間の試合が始まった。
1871年から1876年の間に、合計16試合がシェフィールドの協会とロンドンのFAの間で行われた。シェフィールド・ルールとFAのそれぞれのルールの下でのプレーと同時に、混合ルールを用いた試合も数試合ブラモール・レーンで行われた。シェフィールド・ルールの要素はFAの規則に取り込まれてもいった。シェフィールドとロンドンの間で行われた試合によって、2つのルールはより似たものになっていった。シェフィールド協会によって提唱されたコーナーキックは、1872年2月17日にFAによって採用された。また、ゴールキーパーによる手でのボールの扱いを自陣に制限するシェフィールドのルールもFAによって採用された。シェフィールドはクロスバーの高さをFAと同じく8フィート (2.4 m)に戻した。

## 消滅
FAカップは1871年に開始されたが、シェフィールドのクラブはこの大会がFAの規則の下で行われていたため、参加を辞退した。FAカップに参加した初のシェフィールドのクラブは1873-74-シーズンのシェフィールドFCである。この前には、シェフィールドFAによるチームの参加が拒絶されていた。シェフィールドFCは準々決勝に進出したが、クラッパム・ローバーズに敗れた。シェフィールドFAは自身のチャレンジカップを1876年に始めた。この大会はSFAに加盟する全てのクラブに開かれていた。現在は地元外の多くのクラブが参加している。初の決勝戦は8千人の観衆を集めた。これは同シーズンのFAカップ決勝の2倍に上った。また、これは1883年のFAカップに破られるまで、観客動員数の最多記録であった。この試合はHeeleyとウェンズデイとの間で行われ、ウェンズデイが2対0で勝利した。
1877年までに、状況が非現実的となっていたことは明らかだった。この事態を嘲る書簡がThe Field誌上で発表された後、シェフィールドルールとFAのルールを1つの規則の下に統合することが決断された。もうこの時には、FAカップの成功によってFAがフットボール競技における支配的な地位を得ていた。FAはどの方向にでもスローインを行ってもよいシェフィールドのルールを受け入れた（FAのルールでは現在ラグビーのラインアウトで見られるように直角にスローインを行わなければならなかった）。それと引き換えに、オフサイドに関してはFAの3人制オフサイドが採用された。
1880年代までに、シェフィールドFAの影響力は衰え始めた。組織の内紛が、SFAと新たなライバル協会ハラムシャーFAとの間の紛争と共に表面化した。Charles Cleggによって率いられたSFAは、プロフェッショナリズムの到来に対して勝ち目のない戦いもしていた。1880年代中頃までには、シェフィールドFCやハラムFCを含む複数の地元クラブが金銭的な問題を抱えていた。
イギリスの4協会は共通の規則の作成を視野に入れて1882年に会合を開いた。4協会は国際サッカー評議会（IFAB）を作り、最初の会合は1886年に開かれた。IFABの役割はFIFAが1904年の設立時にIFABの定めた規則を採用した時にさらに確認された。以来、IFABはサッカーの規則策定を行う唯一の組織である。

## 革新

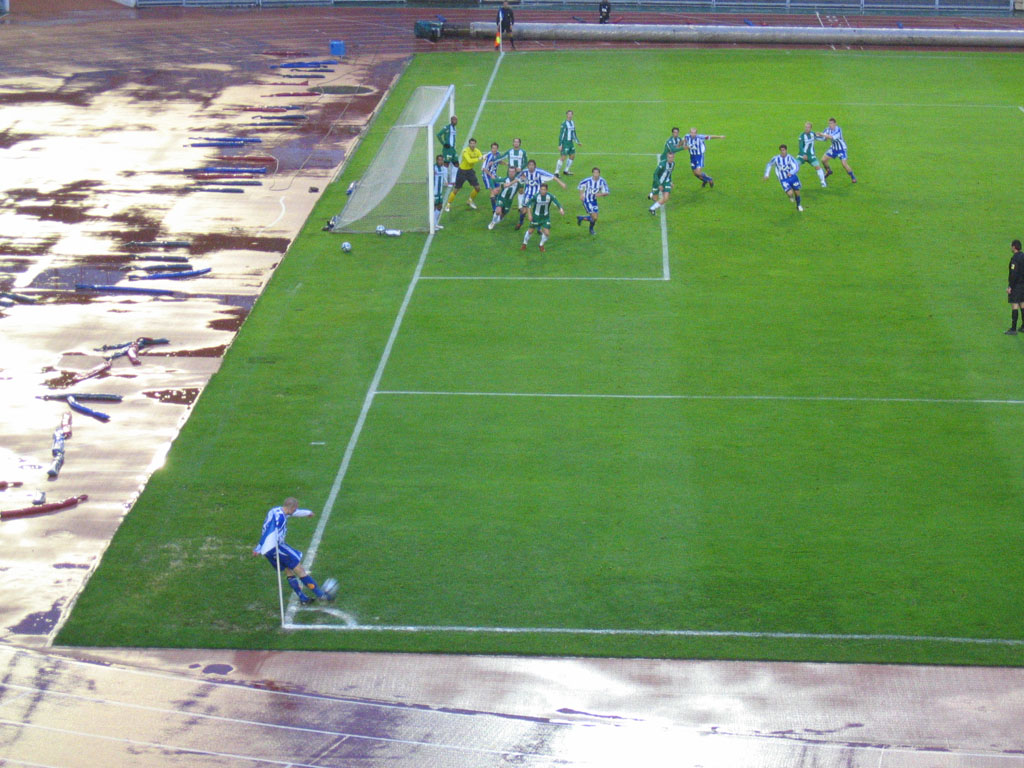
コーナーキックはシェフィールドルールの下で初めて考案された。

シェフィールドのチームは頑丈なクロスバーを持つゴールを初めて作った。ヘディング、スローイン、コーナーキック、ファールに対してフリーキックが与えられるルールもシェフィールドゲームにおいて考え出された。シェフィールドゲームのルールで最も長続きしているものの1つは、フリーキックあるいはスローイン/キックインから直接得点されるゴールを認めない点である。これはシェフィールドルールの全ての版に存在し、後にFAのルールに採用された。これは、後にIFABによって現在の間接フリーキックへと整備された。
空中戦もまたシェフィールドゲーム内で発展した。シェフィールドのチームが1866年にロンドンを訪れた際に非常に盛り上がったため、ヘディングはフットボールの重要な特徴となった。これは同年のフェアキャッチの廃止ともつながっており、これによってフィールド内で手が使用できなくなった。
1862年のルールでは、チームがサイドを換えるハーフタイムも導入された。当時はゴールが決まるとサイドを換えていたためハーフタイムに換えるのはスコアレスの場合のみであった。1876年に、サイドの交換はハーフタムのみに変更された。
初期のゲームではフィールド上にオフィシャルがいなかったが、選手間の論争については委員会のメンバーに問い合わされていた。アンパイアは1862年末に導入された。対戦するそれぞれのクラブから1人ずつ、計2人がアンパイアを務めた。フィールド外のレフェリーは1867年のYoudan杯で導入され、1871年のルールブックに記載された。アンパイアらは自らのチームの代理としてレフェリーに訴える役割を持っていた。この概念は後にFAのゲームに導入され、レフェリーがピッチ内へと移動し、アンパイアがラインズマンとなった1891年まで存続した。アンパイアの旗は、1874年のシェフィールドFAの会合においてCharles Cleggによって初めて提案された。
シェフィールド内部での革新的な性格は独自ルールが消滅した後も続いた。1878年10月15日、2万人の観衆がブラモール・レーンで開催された初の照明で照らされた試合を見た。この公開試合は照明の使用をテストするために企画され、ウィリアムとチャールズのClegg兄弟がキャプテンを務める特別選抜チームの間でプレーされた。試合はウィリアムのチームが2対0で勝利した。この実験は1ヶ月後にジ・オーバルでも行われた。
ゴールの2ヤード (1.8 m)以内での反則に対するペナルティーゴールの概念は、1879年のシェフィールドFAの会合で提案された。ペナルティーは1892年までに最終的にルールに組み込まれた。シェフィールドの選手は1870年代末に「スクリューショット」（曲がるボール）を開発した。これによって選手は今日の試合で一般的に見られる技術であるシュートを曲げてゴールに入れる能力を手に入れた。
シェフィールド・ルールはボールをタッチに出したのと逆のチームが直角にボールをスローインするルールを推進した。

## 影響
シェフィールドのゲームにおけるルールの多くが、今日のサッカーによって採用され、現在もサッカーの大きな特徴となっている。1863年から1870年の間に12のルール変更がFAのコードに対して行われ、その内8つはシェフィールドルールから取られたものだった。この期間、シェフィールドFAはFAに対して大きな影響を与え、1867年にFAが崩壊しそうだった時にはその存続を後押しした。コーナーキックは1872年にFAによって採用され、1873年にはゴールキーパーによるボールの手での扱いを自陣に制限した。シェフィールドとロンドンとの間の最後の交渉において、ロンドンのFAは見返りとしてスローインをどの方向に行ってもよいというルールで合意した。
1860年代、シェフィールドとロンドンがイングランドにおける優勢なフットボール文化であった。しかしながら、ロンドンが様々なコードに分裂した一方で、1862年までにはシェフィールドFCのルールがシェフィールドにおける支配的なコードとなっていた。ノッティンガム・フォレストは1867年にシェフィールド・コードを採用し、バーミンガムとダービーシャーのFAは1876年にシェフィールド・コードを採用し、シェフィールドの系列となった。北部およびミッドランドのほとんどのクラブはシェフィールド・ルールでプレーしていたが、バーミンガムの南部ではFAのルールが支配的であった。
シェフィールド・ルールが数年後に考案されたオーストラリアンフットボールにも影響を与えたという状況証拠が存在する。2つのコードには共にオフサイドルールがないという固有の特徴がある。また、キックオフ、キックアウト、スローイン、そしてフェアキャッチにも類似性がある。Henry Creswick（おそらくNathaniel Creswickの親戚）はシェフィールドに生まれたが、1840年に兄弟と共にオーストラリアに移住した（クレスウィックの街の名前は彼らに因む）。Henry Creswickは1854年にメルボルンに移り、地元のクリケット界に関わるようになった。Creswickは1857-58シーズンにビクトリアチームでトム・ウィリスを含むメルボルン・フットボール・クラブの創設者の3人と共にクリケットをプレーした。トム・ウィリスはオーストラリアンフットボールの開拓者とされている。
独自ルールが失われたにもかかわらず、シェフィールドはプロフェッショナリズムが到来するまではフットボール界の中心に留まり続けた。ロンドンとの協会対抗試合は、イングランド対スコットランドの国際試合やFAカップ決勝と同等の重要性を持つと考えられていた。シェフィールド生まれのCharles Cleggは1890年にFAの会長となり、1937年に死去するまでFAを率いた。Cleggは最も長く在位したFA会長となり、「フットボールのナポレオン」との異名を取った。

## フォーメーション、ポジション、パス
初期のゲームでの選手の数は定まっていなかった。また、ハンディキャップを付けるためや人が来なかった場合には、異なる人数間で試合を行うこともあった。シェフィールドとハラムとの最初の試合での選手数は16人対20人であった。大部分の試合は現代よりも多い人数で行われていた。1863年10月、シェフィールドは1チームの選手数を11人のみとすることを宣言した。これにもかかわらず、様々な人数で試合は行われており、1867年までのシェフィールドでの大多数の試合の1チームの選手数は11人から14人の間であった。
コード内で発達した最初のポジションの1つは、「キック・スルー」（kick through）と呼ばれていた。このポジションはシェフィールド・ゲームに固有であり、オフサイドルールがないために発展したものである。キック・スルーポジションにいる選手の仕事は相手ゴールの近くに留まり続け、スルーパスを待つことだった。この戦術は今日、「サクランボ狩り」（cherry picking、いいとこ取りの意）や「ゴール・ハンギング」（ゴールの周りをうろつくこと）と呼ばれている。1871年までに、このポジションは現代のフォワードとなった。キック・スルーに抵抗して「カバー・ゴール」が発展した。名称にもかかわらず、このポジションの仕事はキック・スルーをマンマークすることであった。
C・W・アルコックによれば、シェフィールドは現代的なパススタイルの最初の証拠を与えた。これはコンビネーション・ゲームとして知られている。早くも1865年1月には、シェフィールドFCはノッティンガムに対して「科学的動き」によってゴールを決めていた。同時代の1865年11月の試合レポートには、「我々は、シェフィールドの選手が互いに援護し合う本当に科学的なプレーを記録せずにはいられない」と記されている。シェフィールドの選手によるコンビネーションプレーは1868年にも示唆されている: 「K. Smith、Denton、J. Knowlesの側での非常に巧妙で素早いプレーによってシェフィールドのゴールが生まれ、最後のキックはJ. Knowlesによるものだった」。パスに関する同時代の証明は少くとも1872年1月にある。1872年1月、ダービーに対する以下の記述があった: W. ortonは慎重なプレーの見本によってゴールのごく近いところでボールを走らせ、それはJ. Marshへと戻され、Marshは素晴しいまっすぐなシュートを蹴った」。「ゴールのごく近いところで」起こったこのプレーはショートパスであることが示唆され、ボールがMarshへと「戻され」ことは、このプレーが2つのパスの2番目だったことを示唆している。この記述は、その他の興味深い初期の戦術についても触れている:「このゴールは大成功を収めたT. Butlerのコークスクリュープレーと人の目を欺く戦術のアート博覧会の一つによって補われた。これらは観客の笑いの感覚を興奮させる効果があった」。同様に、パスに関する以下の同時代の記述は1872年1月に書かれた: 「試合で決められた唯一のゴールはシェフィールドによって得られた、これはSteelがフィールドをうまく駆け上がったおかげであった。SteelはボールをMatthewsへと賢明にパスし、Matthewsは、うまい真っ直ぐなキックによって、ゴールの守衛の手の届かない位置にボールを入れた」。この試合（対Notts戦）は、特にW.E. Cleggによる「よいドリブルとキック」の同時代の証拠も提供した。しかしながら、グラウンドの状態は「本当に科学博覧会を阻止する方向に作用した」。これは、普段は彼らのプレーはさらにいっそう「科学的」であったことを示唆している。1872年3月の彼らのプレーは「なかなかの秩序の速さ、大胆さ、および科学」と描写された。
クロスバーの導入前は、チームはゴールキーパーを置かずにプレーできた。ゴールキーパーについての最初の言及は1862年の「ブラモール・レーンの戦い」の記事中に現われる。しかしながら、このポジションは選手を退場させることの代わりとして使われた。FAの規則とは異なり、シェフィールド・ルールは手を使ったボールの扱いを指定さた1名の選手に制限することはなかった。これにもかかわらず、1870年代までにチームは大抵このポジションに1人の選手を置いた。
1871年12月に行われたシェフィールドFAとFAとの間の試合はいくつかの新しいポジションの発生の証拠として有名である。フォワードに関する初めての言及と共に、「サイド」（現在はウィンガーと呼ばれる）も初めて言及された。チームの残りの選手がミッドフィールドを構成した。ハーフバック（現代ではセンターバックと呼ばれる）は翌年に言及された。1870年代中頃までに2人のカバーゴールと2人のハーフバックによって補助される1人のゴールキーパーを使うのが一般的であった。攻撃は5人のミッドフィールダーと1人のフォワードによって構成された。これは2-2-5-1フォーメーションである。

## 重要人物
Nathaniel CreswickとWilliam Prestは共にシェフィールドFCの創設者、クラブが忠実に守ったコード（法典）の考案者と考えられている。彼らはクラブで強い存在感を示し続け、どちらも委員会のメンバーだった。しかしながら、名誉幹事と出納係の立場でルールに関してより影響力を破棄したのはCreswickだった。
John Shawは元々シェフィールドクラブのメンバーだった。しかしながら、もう一人のメンバーThomas Vickersも主なライバルであるハラムFCを創設した。VickersはシェフィールドFAの結成時に副会長となり、1869年から1885年まで会長を務めた。この役職において、Vickersは初の協会対抗試合の多くを企画し、シェフィールドルールの全国的なゲームへの最終的な融合に関与した。
チャールズ・クレッグは全国的なゲームと地域のゲームに大きな影響を与える人物となった。選手として、初の協会対抗試合に参加し、キャップを得た初のシェフィールドを拠点とする選手となった。シェフィールドの複数のプロクラブの会長となり（シェフィールド・ユナイテッドの創設において大きな役割を果たした）、シェフィールドFAとハマルシャーFAで同じく会長に就任し、2つのライバル地域FAの合併を監督した。その後、1890年にFAのチェアマン、1923年に会長となり全国的な地位を務めた。1937年に死去するまで両方の地位にあった。
シェフィールドフットボールに直接関与していないものの、チャールズ・W・アルコックはシェフィールド協会とロンドン協会との間の関係において大きな役割を有していた。アルコックはFAがシェフィールドルールズからいくつかのルールを受け入れることを働き掛ける仲介としての役目を務めた。FAがシェフィールド・ルールズの下ではプレーできないという理由でシェフィールドでの協会対抗試合を拒否した時、この試合を実現するためにロンドンの選手からなるチームを組織したのはアルコックだった。この試合の成功により翌年からは定期戦となった。